# 顏智華
顏智華，重庆市涪陵人，中國歷史教師，也是研究中共政治運動史的獨立學者。曾任教於重慶市涪陵區職業教育中心。
2021年3月27日，其著作《四川省涪陵專區農村共產主義運動紀實：餓死在人民公社囚籠裡的140萬鄉親》在紐約市法拉盛發表，此書共八十萬字，歷經三十多年調查、走訪多名四川省「大饑荒」親歷者而成書。